# Colette d'Hollosy
Colette d'Hollosy, née à Champex en 1900 et morte à Montreux en 1987, est une dramaturge, écrivain et journaliste vaudoise.

## Biographie
Née d'un père franco-hongrois et d'une mère valaisanne, Colette d'Hollosy travaille dans une fabrique vaudoise de machines à écrire avant de s'installer à Montreux après qu'elle a l'occasion de dactylographier certains des textes de Charles-Ferdinand Ramuz. Dès lors elle mène de front une carrière de journaliste signant régulièrement des articles dans La Tribune de Lausanne et une carrière d'auteur dramatique publiant romans et pièces de théâtre.
Sa première pièce L'Araignée est publiée dans Le Mois théâtral en mai 1936 (no 17).

## Sources
- « Colette d'Hollosy », sur la base de données des personnalités vaudoises sur la plateforme « Patrinum » de la Bibliothèque cantonale et universitaire de Lausanne.
- Le Mois théâtral, 1936, no 17
- Le Temps, Archives historiques